# Försvarsbeslutet 2000
Försvarsbeslutet 2000, formellt känd som proposition 1999/2000:30 – Det nya försvaret, är den största omorganisationen av Försvarsmakten i Sverige sedan försvarsbeslutet 1925. Beslutet lades fram av regeringen Persson och var en fortsättning på steget som började tas vid försvarsbeslutet 1996, det vill säga från invasionsförsvar till insatsförsvar. Försvarsbeslutet innebar nedläggning av ett stort antal förband och staber.

## Bakgrund

### Armén
Inför försvarsbeslutet 2000 föreslog regeringen i sin propositionen för riksdagen, att den taktiska nivån borde reduceras genom att fördelnings- och försvarsområdesstaber samt marinkommandon och flygkommandon skulle avvecklas. Detta för att utforma ett armétaktiskt, marintaktiskt respektive flygtaktiskt kommando vilka skulle samlokaliseras med operationsledningen. Förslaget innebar att samtliga försvarsområdesstaber skulle avvecklas, vilket inkluderade Värmlands försvarsområde.
Inför försvarsbeslutet 2000 föreslog regeringen i propositionen att avveckla fem infanteribrigader, IB 1, IB 2, IB 12, IB 16 och NB 13. Detta då regeringen ansåg att bibehålla dem skulle kräva omfattande investeringar för att kunna utgöra enheter för mekaniserad utbildning. Vidare ansågs att deras övnings- och skjutfält i vissa fall var begränsande.
Inför försvarsbeslutet 2000 ansåg regeringen att endast fyra artilleribataljoner behövdes i den framtida insatsorganisationen. Vad som stod helt klart inför försvarsbeslutet var att Wendes artilleriregemente (A 3) och Gotlands artilleriregemente (A 7) skulle avvecklas. Vilket regemente som skulle behållas i den framtida insatsorganisationen stod mellan Norrlands artilleriregemente (A 8) och Bergslagens artilleriregemente (A 9). Det som talade för att behålla A 8, var direkta närheten till övnings- och skjutfält, samt en möjlig garnisonssamordning och samverkan med främst Norrbottens regemente och Norrbottensbrigaden (MekB 19). Det som talade för en avveckling var stora avstånd och begränsade möjligheter att samöva med huvuddelen av markstridskrafterna och skolor för officersutbildning.
Det som talade för att behålla A 9 i Kristinehamn var närheten till Älvdalens skjutfält samt möjligheten till samövning med ett stort antal förband i södra och mellersta Sverige. Men även att Kristinehamn redan utgjorde ett kompetenscentrum för artillerifunktionen genom Artilleriets stridsskola (ArtSS) som redan var lokaliserad till Kristinehamn. Regeringen valde därmed att föreslå en avveckling av Norrlands artilleriregemente (A 8). Men i samma förslag ansåg regeringen att det var viktigt artilleriförbanden även ges vinterförmåga. Därmed skulle en artilleribataljon behållas i Boden, och inordnas under Norrbottens regemente (I 19).
Som enda kvarvarande aktiva regemente inom artilleriet antog Bergslagens artilleriregemente den 1 juli 2000 namnet efter det ursprungliga Artilleriregementet. Stommen inom det nya regementet utgjordes av Bergslagens artilleriregemente och Artilleriets stridsskola (ArtSS). Vid den här tiden utbildades varje år en full artilleribataljon med Haubits 77B. Tre bataljoner utbildades i Kristinehamn, Bergslagens, Svea och Wendes artilleribataljon. 
Den 30 juni avvecklades även Norrlands artilleriregemente (A 8) som ett självständigt förband. Från den 1 juli 2000 inordnades artilleribataljonen som en utbildningsbataljon i Norrbottens regemente (I 19). Den nya bataljonen antog namnet Norrlands artilleribataljon (Artbat/I 19). Bataljonen bestod av en bataljonsstab, ett artillerikompani och ett stabskompani. Verksamheten vid artilleribataljonen skulle enligt försvarsbeslutet i möjligaste mån vara en spegelbild av Artilleriregementet (A 9) fast i mindre skala. Den nya artilleribataljonen kom att bestå av tolv fordonsdragna Haubits 77B. Bandkanon 1 antogs aldrig i den nya insatsorganisationen, utan började fasas ut och var helt avvecklad 2003.
Inför försvarsbeslutet 2000 var regeringens utgångspunkt att det endast behövdes två enheter för att tillgodose Försvarsmaktens framtida behov av skilda slag av jägarförband. En enhet för avseende utbildning av Norrlandsjägare, och den andra avseende utbildning av underrättelse- och säkerhetsförband. När det gällde vilket förband som skulle kvarstå för utbildning av Norrlandsjägare föll valet på Norrlands dragonregemente, där valet stått mellan Norrlands dragonregemente (K 4) och Lapplands jägarregemente (I 22). I valet av vilket förband som skulle kvarstå för utbildning av underrättelse- och säkerhetsförband, var regeringens kravbild att förbandet skulle ha goda utbildningsförutsättningar och infrastruktur, för bland annat träning i fallskärmshoppning och närhet till transportflyg. I det valet stod mellan Livgardets dragoner (K 1) och Livregementets husarer (K 3). Gällande Livgardets dragoner ansåg dock regeringen att förbandet saknade förutsättningar för den samordning och koncentrering som ansågs nödvändig för en huvudenhet för jägarutbildning. Därmed föreslog regeringen i sin proposition att Livregementets husarer (K 3) och Norrlands dragonregemente (K 4) skulle kvarstå i grundorganisationen, medan Livgardets dragoner (K 1) och Lapplands jägarregemente (I 22) skulle avvecklas.
Inför försvarsbeslutet 2000 stod det klart att en av de två trängkårerna, Göta trängkår (T 2) och Norrlands trängkår (T 3), skulle avvecklas. Regeringen ansåg att trängkåren i Skövde hade bäst förutsättningar till att utvecklas till en försvarsmaktsgemensam huvudenhet för underhållstjänst. Detta dels på grund av att regeringen även föreslog en avveckling av Västernorrlands regemente (I 21) samt Ångermanlandsbrigaden (NB 21) vilket då skulle lämna Norrlands trängkår ensamt inom Sollefteå garnison. Till Göta trängkårs fördel ansåg regeringen närheten inom garnisonen till mekaniserade förband, militärområdesverkstaden, mekanikerskola samt närhet till Försvarsmedicincentrum samt ett flertal större sjukhus. Dock ansåg regeringen att det borde finnas underhållsutbildning med vinterutbildning i norra Sverige vilken då skulle förläggas till Östersunds garnison och samlokaliserades med Arméns tekniska skola (ATS) och Motorskolan (MS). Genom den förändringen som riksdagen beslutade om kom Norrlands trängkår (T 3) att avvecklas den 30 juni 2000 som självständigt förband. För istället att från den 1 juli 2000 uppgå som en utbildningsbataljon under namnet Norrlands trängbataljon (Trängbat/I 5) i Jämtlands fältjägarregemente (I 5). Samtidigt återfick Göta trängkår regementsstatus och erhölls från den 1 juli 2000 namnet Göta trängregemente (T 2).

### Flygvapnet
I ÖB:s "försvarsmaktsplan 1998" föreslogs F 16 bli den tredje JAS-flottiljen, efter att F 7 och F 10 omskolats till JAS 39. Försvarsmaktsplan 1998 följdes upp den 19 maj 1999 med ett nytt förslag från ÖB om hur Försvarsmaktens skulle verka efter den l juli 2000, där ÖB bland annat föreslog en avveckling av Skånska flygflottiljen. En förutsättning för att avveckla flygflottiljen var samtidigt att Flygskolan behövde omlokaliseras. En grundförutsättning för Flygskolans nya lokalisering var att det skulle finnas ett bansystem med korsande banor. Vid sidan om F 10, var det endast F 7 i Såtenäs och F 16 i Uppsala, som hade den typen av bansystem. Med hänvisning till detta förslag så sköts omskolningen till JAS 39 på framtiden. I oktober 1999 offentliggjordes regeringens proposition inför försvarsbeslutet 2000. Där regeringen bland annat föreslog att de två Viggendivisionerna vid F 16 skulle upplösas och avvecklas senast den 31 december 2004. Vidare skulle Flygvapnets Uppsalaskolor (F 20) från den 1 januari 2003 inlemmas i flottiljens organisation. F 16 skulle därmed omorganiseras till en skol- och specialflottilj. Den nya organisationen byggde på att F 16 skulle överta Flygskolan, som vid den tidpunkten fanns vid Skånska flygflottiljen. I december 1999 uppdrog ÖB åt F 16 att påbörja en omställning till denna omorganisation. I januari 2000 började dock en utdragen och lång politisk diskussion om flygflottiljens vara eller icke vara. I mars 2000 föreslog försvarsutskottet att Viggendivisionerna istället skulle upplösas och avvecklas senast den 31 december 2003. Både i mars och december 2000 lider regeringen nederlag, då de inte får majoritet för sin proposition, vilken föreslog att Flygskolan skulle lokaliseras med start 1 januari 2002 till Uppsala. I mars 2001 föreslog ÖB för försvarsutskottet att F 16 skulle tilldelas en JAS-division och en sammanhållen flygskola. Istället skulle Jämtlands flygflottilj (F 4) och Skånska flygflottiljen (F 10) avvecklas den 31 december 2002. Den 4 maj 2001 offentliggjorde försvarsutskottet sin linje att behålla F 4 och avveckla F 16, vilket även riksdagen beslutade om den 16 maj 2001. Frågan om Flygskolans lokalisering kvarstod dock. Den 20 december 2001 kom dock en lösning på den framtida lokaliseringen, då riksdagen beslutade om att förlägga Flygskolan till Malmens flygplats i Linköping. Där Flygskolan skulle verka som ett detachement till Blekinge flygflottilj (F 17). På grund av den långdragna processen kom Flygskolan förläggas till Uppsala första halvåret 2003, det på grund av att flygverksamheten vid Skånska flygflottiljen (F 10) skulle upphöra senast den 31 december 2002.

### Marinen

#### Flottan
Inför regeringens förslag till statsbudget för 1998, föreslogs ett antal förändringar för marinen. Vilket bland annat innebar att sex robotbåtar senast 2001 skulle utgå ur organisationen. En organisation som skulle bestå av två ytstridsflottiljer med sex kustkorvetter, sex robotbåtar och 12 patrullbåtar, tre minkrigsavdelningar med bl.a. sju minjaktsfartyg typ Landsort och två minfartyg, samt en ubåtsavdelning med nio ubåtar, varav två i materielberedskap. Med omorganisationen antog Tredje ytattackflottiljen den 1 januari 1998 namnet Tredje ytstridsflottiljen. Genom försvarsbeslutet 2000 organiserades den svenska flottan där de olika flottiljerna var indelade efter uppgifterna ytstrid, ubåtstjänst och minkrig.
Inför försvarsbeslutet 2000 var ubåtsvapnet under reducering, där det fastställda antalet ubåtar från 1996 skulle komma att nås 2001. Regeringens förslag till riksdagen innebar dock att antalet ubåtar över tiden skulle reduceras till fem ubåtar, varav två av Västergötlandsklass och tre av Gotlandsklass. Vilket enligt regeringen skulle tillsammans två ytstridsflottiljer med sammanlagt tolv ytstridsfartyg skapa förmåga till uthållig marin närvaro i omgivande farvatten i samband med kriser och konflikter.

#### Kustartilleriet
Inför försvarsbeslutet 2000 föreslog regeringen att den framtida grundorganisationen skulle innehålla två kustartilleriförband. Där ett av de två kustartilleriförbanden skulle utgöra en huvudenhet, där regeringen ansåg att Vaxholms kustartilleriregemente och Första kustartilleribrigaden (KA 1) skulle utgöra huvudenheten. Det med anledning till att förbandet hade en mycket god närheten till Stockholms skärgård, med övnings- och skjutfält med dimensionerande terrängtyper. Inget av de andra regementena ansågs sakna terrängförhållanden och infrastruktur för att utgöra en huvudenhet. Vilket regemente som skulle kvarstå vid sidan om KA 1, stod mellan Karlskrona kustartilleriregemente och Andra kustartilleribrigaden (KA 2), Gotlands kustartilleriregemente (KA 3) och Älvsborgs kustartilleriregemente (KA 4). KA 3 föll dock snabbt bort i processen, då verksamheten ansågs begränsad och att enheten saknade tillräckliga och lämpliga övningsområden. Angående KA 4 så ansågs även det ha begränsade övningsförutsättningar. KA 2 ansågs ha de bästa förutsättningar för att verka som en andra enheten vid sidan av KA 1. Dock ansåg regeringen att det var av stor betydelse Göteborg som Sveriges andra stad även hade en militär närvaro. Vidare ansåg regeringen med att behålla KA 4 skulle ge flottan möjlighet till fortsatt verksamhet för sjöstridsförbanden i Göteborg. Därav förslog regeringen att KA 1 och KA 4 skulle behållas i den nya grundorganisationen.
Genom försvarsbeslutet 2000 beslutades samtidigt att kustartilleriet skulle avvecklas i dess dåvarande form. De kvarvarande förbanden skulle få en annan inriktning än hittills. Därav ansåg regeringen att förbanden skulle benämnas amfibieregemente, och att vapenslaget kustartilleriet ändras till amfibiekåren. Därav kom Vaxholms kustartilleriregemente och Första kustartilleribrigaden (KA 1) att upplösas som kustartilleriförband den 30 juni 2000. Den 1 juli 2000 bildades i dess ställe amfibieförbandet Vaxholms amfibieregemente (Amf 1). Från den 1 november 2000 övergick verksamheten till en avvecklingsorganisation, fram till att avvecklingen skulle vara slutförd senast den 31 december 2001. Avvecklingsorganisationen upplöstes i sin tur den 30 juni 2001, då avvecklingen av förbandet ansågs slutförd.
Inför avvecklingen av regementet den 31 oktober 2000 var Karlskrona kustartilleriregemente det mest kompletta kustartilleriregementet, det enda som inte utbildades var attackdykare. I och med att Karlskrona kustartilleriregemente avvecklades försvann det rörliga artilleriet samt tung kustrobot. Karlskrona och Kungsholmen fick utbildningsansvaret för marinens bassäkerhetspluton. Denna kom att från och med 2007 att omlokaliseras till Göteborgs garnison som ett detachement till Första amfibieregementet (Amf 1).

## Avvecklade staber/förband/skolor

### Försvarsmaktsgemensamma enheter
Militärområden
- Milo N - Norra militärområdet, Boden.
- Milo M - Mellersta militärområdet, Strängnäs.
- Milo S - Södra militärområdet, Kristianstad
- MKG -Gotlands militärkommando, Visby

Fördelningar
- 4. förd - Östra arméfördelningen, Strängnäs.
- 6. förd - Norra arméfördelningen, Boden.
- 13. förd - Södra arméfördelningen, Kristianstad

Försvarsgrensstaber
- AC - Armécentrum, Enköping
- FC - Flygvapencentrum, Uppsala
- MC - Marincentrum, Haninge/Berga

### Armén
Infanteriregementen
- I 1 - Svea Livgarde, Upplands-Bro.  (Omorganiseras till Livgardet)
- I 2 - Värmlands regemente, Kristinehamn.
- I 3 - Livregementets grenadjärer, Örebro.
- I 12 - Smålands regemente, Eksjö.
- I 13 - Dalregementet, Falun.
- I 16 - Hallands regemente, Halmstad.
- I 20 - Västerbottens regemente, Umeå.
- I 21 - Västernorrlands regemente, Sollefteå.
- I 22 - Lapplands jägarregemente, Kiruna.

Infanteribrigader / Norrlandsbrigader
- IB 1 - Livgardesbrigaden, Upplands-Bro.
- IB 2 - Värmlandsbrigaden, Kristinehamn.
- NB 5 - Fältjägarbrigaden, Östersund. (Omorganiseras till I 5 Fältjägarregementet)
- IB 12 - Smålandsbrigaden, Eksjö.
- NB 13 - Dalabrigaden, Falun.
- IB 16 - Hallandsbrigaden, Halmstad.
- NB 21 - Ångermanlandsbrigaden, Sollefteå.

Kavalleriet
- K 1 - Livgardets dragoner, Stockholm. (Uppgår i LG - Livgardet)

Pansartrupperna
- P 2 - Skånska dragonregementet, Hässleholm.

Mekaniserade brigader
- MekB 7 - Södra skånska brigaden, Revingehed.
- MekB 8 - Skånska dragonbrigaden, Hässleholm.
- MekB 9 - Skaraborgsbrigaden, Skövde.
- MekB 10 - Södermanlandsbrigaden, Strängnäs.
- MekB 18 - Gotlandsbrigaden, Visby.
- MekB 19 - Norrbottensbrigaden, Boden.

Artilleriet
- ArtSS - Artilleriets stridsskola, Kristinehamn. (Uppgår som enhet inom Artilleriregementet)
- A 3 - Wendes artilleriregemente, Hässleholm.
- A 7 - Gotlands artilleriregemente, Visby.
- A 8 - Norrlands artilleriregemente, Boden. (Uppgår som bataljon inom I 19)
- A 9 - Bergslagens artilleriregemente, Kristinehamn. (Omorganiseras till Artilleriregementet)

Luftvärnet
- LvSS - Luftvärnets stridsskola, Norrtälje. (Omlokaliseras till Halmstad och uppgår som enhet inom Luftvärnsregementet)
- Lv 2 - Gotlands luftvärnskår, Visby.
- Lv 3 - Roslagens luftvärnskår, Norrtälje.
- Lv 6 - Göta luftvärnskår, Halmstad. (Omorganiseras till Luftvärnsregementet)
- Lv 7 Norrlands luftvärnskår, Luleå. (Uppgår som bataljon inom I 19 i Boden)

Ingenjörstrupperna
- Ing 3 - Bodens ingenjörkår, Boden. (Uppgår som bataljon inom I 19)

Signaltrupperna
- S 3 - Norrlands signalkår, Boden. (Uppgår som bataljon inom I 19)

Trängtrupperna
- T 2 - Göta trängkår, Skövde. (Omorganiseras till Göta Trängregemente)
- T 3 - Norrlands trängkår, Boden. (uppgår som bataljon inom I 5)

### Flygvapnet
- FKN - Norra flygkommandot, Luleå
- FKM - Mellersta flygkommandot, Upplands-Bro
- FKS - Södra flygkommandot, Ängelholm
- F 10  - Skånska flygflottiljen (Avvecklas senast 2002)
- F 16 - Upplands flygflottilj (Avvecklas senast 2004)
- 1. hkpbat - Norrlands helikopterbataljon, Boden (Omorganiseras till skvadron)
- 3. hkpbat - Göta helikopterbataljon, Säve (Omorganiseras till skvadron)

### Marinen
- MKN - Norrlandskustens marinkommando, Härnösand
- MKO - Ostkustens marinkommando, Haninge/Muskö
- MKS - Sydkustens marinkommando, Karlskrona
- MKV - Västkustens marinkommando, Göteborg
- KA 1 - Vaxholms kustartilleriregemente (Omorganiseras till Amf 1)
- KA 2 - Karlskrona kustartilleriregemente
- KA 3 - Gotlands kustartilleriregemente
- KA 4 - Älvsborgs kustartilleriregemente (Omorganiseras till Amf 4)

### Försvarsområden
- Fo 14 Hässleholm
- Fo 15 Karlskrona
- Fo 17 Eksjö
- Fo 23 Sollefteå
- Fo 31 Halmstad
- Fo 32 Göteborg
- Fo 43 Strängnäs
- Fo 44 Kungsängen
- Fo 47 Enköping
- Fo 51 Örebro
- Fo 52 Kristinehamn
- Fo 53 Falun
- Fo 61 Umeå
- Fo 63 Boden
- Fo 66 Kiruna (GJ 66)
- Fo 67 Kalix (GJ 67)

## Upprättade staber/förband/skolor

### Försvarsmakten
- ATK - Arméns taktiska kommando, Uppsala
- FTK - Flygtaktiska kommandot, Uppsala
- MTK - Marintaktiska kommandot, Uppsala
- OPIL - Operativa insatsledningen, Uppsala
- 1. mekdiv - 1. mekaniserade divisionen, Stockholm

### Armén
Artilleriet
- A 9 - Artilleriregementet, Kristinehamn.

Infanteri/Kavalleri
- LG - Livgardet, Kungsängen/Upplands-Bro.
- I 19 - Norrbottens regemente, Boden
- P 4 - Skaraborgs regemente, Skövde
- P 7 - Södra skånska regementet, Revingehed/Lund

Luftvärnet
- Lv 6 - Luftvärnsregementet, Halmstad.

### Marinen
Flottan
- MarinB O - Ostkustens marinbas, Muskö
- MarinB S - Sydkustens marinbas, Karlskrona
- 2.ysflj - Andra ytstridsflottiljen, Berga

Amfibiekåren
- Amf 1 - Vaxholms amfibieregemente, Vaxholm.
- Amf 4 - Älvsborgs amfibieregemente, Göteborg.
- AmfSS - Amfibiestridsskolan, Vaxholm

### Militärdistrikt
Inför försvarsbeslutet var det fastställt att militärområdena och försvarsområdena skulle ersättas av militärdistrikt. De nya militärdistrikten motsvarade geografiskt sett de gamla militärområdena. Den stora skillnaden var att militärdistrikten var den lägsta nivån där chefen var territoriellt ansvarig. Inom militärdistrikten organiserades militärdistriktsgrupper, i regel en för varje län. Inför beslutet hade olika utredningar föreslagit namn och organisation för militärdistriktsgrupperna. De centrala museala organisationerna förordade att militärdistriktsgrupperna skulle benämnas regemente. Det vill säga att gruppen skulle överta, som exempel, namnet Värmlands regemente. Det med hänvisning till att ett regemente inte enbart vart ett krigsförband, utan snarare en yttäckande organisation som historiskt var knuten till våra landskap. Regeringen förordade dock inte regementsbegreppet, då man ansåg att det inte gick att tillämpa med de internationella nedrustningsavtal som Sverige ratificerat. Det med hänvisning till att regeringen ansåg att det skulle väcka förvåning, om främmande makt kom och inspekterade ett militärdistrikt, som består av tio regementen, men bara finner ett hundratal officerare, ett antal tusen hemvärnsmän och praktiskt taget ingen kvalificerad stridsutrustning. Därmed kom militärdistriktsgrupperna benämnas som grupper, som exempel Värmlandsgruppen, vilket då samtidigt anspelade och gav en god koppling till regementets historiska rekryteringsområde.
- MD N - Norra militärdistriktet, Boden.
- MD M - Mellersta militärdistriktet, Strängnäs.
- MD S - Södra militärdistriktet, Göteborg.
- MD G - Gotlands militärdistrikt, Visby.

#### Militärdistriktsgrupper
- Blekingegruppen, Karlskrona.
- BohusDalgruppen, Uddevalla.
- Dalregementsgruppen, Falun.
- Gotlandsgruppen, Visby
- Gävleborgsgruppen, Gävle.
- Göteborgsgruppen, Göteborg.
- Hallandsgruppen, Halmstad.
- Härnösandsgruppen, Härnösand.
- Jämtlandsgruppen, Östersund.
- Kalmargruppen, Kalmar.
- Kronobergsgruppen, Växjö.
- Lapplandsjägargruppen, Kiruna.
- Livgardesgruppen, Stockholm.
- Livgrenadjärgruppen, Linköping.
- Livregementets grenadjärgrupp, Örebro.
- Norra Smålandsgruppen, Eksjö.
- Norrbottensgruppen, Boden.
- Norrbottens gränsjägargrupp, Kalix.
- Skaraborgsgruppen, Skövde.
- Skånska dragongruppen, Hässleholm.
- Södermanlandsgruppen, Strängnäs.
- Södertörnsgruppen, Muskö.
- Södra skånska gruppen, Revingehed.
- Upplandsgruppen, Enköping.
- Värmlandsgruppen, Kristinehamn.
- Västerbottensgruppen, Umeå.
- Västernorrlandsgruppen, Sollefteå.
- Västmanlandsgruppen, Västerås.
- Älvsborgsgruppen, Borås.

## Sammanfattning
Den framtida insatsorganisationen som beslutades genom försvarsbeslutet skulle fram till 2004 innehålla följande viktigare krigsförband: 
- Ett högkvarter, en operativ insatsledning och fyra militärdistriktsstaber.
- En armédivisionsstab med tillhörande förband, bland dem en NBC-insatsstyrka och två jägarbataljoner.
- Sex armébrigadledningar, sexton mekaniserade bataljoner, fyra luftvärnsbataljoner, fyra haubitsbataljoner, fyra pionjärbataljoner, fyra underhållsbataljoner, sex stadsskyttebataljoner och en luftburenbataljon.
- två ytstridsflottiljer med sammanlagt tolv ytstridsfartyg,
- En ubåtsflottilj med fem ubåtar,
- En minkrigsflottilj,
- En amfibiebrigadledning och tre amfibiebataljoner,
- Åtta JAS 39-Gripendivisioner,
- Två helikopterbataljoner, varav en med markoperativ inriktning och en med sjöoperativ inriktning och
- Nationella skyddsstyrkor, inkluderande bland annat tolv markstridsbataljoner och hemvärn.

| År   | Procent av BNP |
| ---- | -------------- |
| 2001 | 1,7            |
| 2002 | 1,6            |
| 2003 | 1,6            |
| 2004 | 1,4            |
| 2005 | 1,4            |